# Jenni Vartiainen
Jenni Vartiainen (ur. 20 marca 1983 w Kuopio) – fińska piosenkarka popowa, zwyciężczyni fińskiej edycji programu Popstar w 2002. W tym samym roku, wraz z dwiema dziewczynami programu, założyła zespół Gimmel. Wydały dwa albumy. Zespół rozpadł się w październiku 2004, a Jenni rozpoczęła karierę solową.
W kwietniu 2007 wydała pierwszy solowy singiel Tunnoton, a we wrześniu 2007 ukazał się jej debiutancki album Ihmisten Edessä. Album sprzedał się w nakładzie 33 tys. egzemplarzy i osiągnął status platynowej płyty. Natomiast jej drugi album Seili, wydany w marcu 2010, osiągnął status potrójnej platyny i był najchętniej kupowanym albumem w 2010 w Finlandii.

## Dyskografia
| Tytuł           | Dane dot. albumu                                            | Pozycja na liście | Sprzedaż         | Certyfikat                |
| Tytuł           | Dane dot. albumu                                            | FIN               | Sprzedaż         | Certyfikat                |
| --------------- | ----------------------------------------------------------- | ----------------- | ---------------- | ------------------------- |
| Ihmisten Edessä | - Data: 12 września 2007 - Wydawca: Warner Music Finland    | 1                 | - FIN: 65 tys.+  | - FIN: platynowa płyta    |
| Seili           | - Data: 14 kwietnia 2010 - Wydawca: Warner Music Finland    | 1                 | - FIN: 151 tys.+ | - FIN: 3x platynowa płyta |
| Terra           | - Data: 4 października 2013 - Wydawca: Warner Music Finland | 1                 | - FIN: 62 tys.+  | - FIN: 2x platynowa płyta |

## Nagrody i wyróżnienia
| Rok  | Kategoria              | Tytułem           | Nagroda    | Nota | Źródło |
| ---- | ---------------------- | ----------------- | ---------- | ---- | ------ |
| 2007 | Debiutancka płyta roku | Ihmisten edessä   | Emma-gaala | Laur | [ 8 ]  |
| 2007 | Piosenka roku          | „Ihmisten edessä” | Emma-gaala | Laur | [ 8 ]  |